# Diocesi di Iringa
La diocesi di Iringa (in latino Dioecesis Iringaënsis) è una sede della Chiesa cattolica in Tanzania suffraganea dell'arcidiocesi di Mbeya. Nel 2023 contava 530.094 battezzati su 2.172.101 abitanti. È retta dal vescovo Romanus Elamu Mihali.

## Territorio
La diocesi comprende parte della regione di Iringa in Tanzania.
Sede vescovile è la città di Iringa, dove si trova la cattedrale del Sacro Cuore.
Il territorio è suddiviso in 28 parrocchie.

## Storia
La prefettura apostolica di Iringa fu eretta il 3 marzo 1922 con il breve Quae rei sacrae di papa Pio XI, ricavandone il territorio dal vicariato apostolico di Dar-es-Salaam (oggi arcidiocesi).
Il 28 gennaio 1935 cedette una porzione del suo territorio a vantaggio dell'erezione della prefettura apostolica di Dodoma (oggi arcidiocesi).
L'8 gennaio 1948 la prefettura apostolica fu elevata a vicariato apostolico con la bolla Digna sane di papa Pio XII.
Il 25 marzo 1953 il vicariato apostolico è stato elevato a diocesi con la bolla Quemadmodum ad Nos dello stesso papa Pio XII. Originariamente era suffraganea dell'arcidiocesi di Dar-es-Salaam.
Il 16 febbraio 1968 ha ceduto un'altra porzione di territorio a vantaggio dell'erezione della diocesi di Njombe.
Il 18 novembre 1987 è entrata a far parte della provincia ecclesiastica di Songea.
Il 21 dicembre 2018 è diventata suffraganea dell'arcidiocesi di Mbeya.
Il 22 dicembre 2023 ha ceduto un'ulteriore porzione di territorio a vantaggio dell'erezione della diocesi di Mafinga.

## Cronotassi dei vescovi
Si omettono i periodi di sede vacante non superiori ai 2 anni o non storicamente accertati.
- Francesco Alessandro Cagliero, I.M.C. † (10 maggio 1922 - 22 ottobre 1935 deceduto)
- Attilio Beltramino, I.M.C. † (18 febbraio 1936 - 3 ottobre 1965 deceduto)
  - Sede vacante (1965-1969)[1]
- Mario Epifanio Abdallah Mgulunde † (23 ottobre 1969 - 9 marzo 1985 nominato arcivescovo di Tabora)
- Norbert Wendelin Mtega (28 ottobre 1985 - 6 luglio 1992 nominato arcivescovo di Songea)
- Tarcisius Ngalalekumtwa (21 novembre 1992 - 28 gennaio 2025 ritirato)
- Romanus Elamu Mihali, dal 28 gennaio 2025

## Statistiche
La diocesi nel 2023 su una popolazione di 2.172.101 persone contava 530.094 battezzati, corrispondenti al 24,4% del totale.
| anno | popolazione | popolazione | popolazione | presbiteri | presbiteri | presbiteri | presbiteri                | diaconi | religiosi | religiosi | parrocchie |
| anno | battezzati  | totale      | %           | numero     | secolari   | regolari   | battezzati per presbitero | diaconi | uomini    | donne     | parrocchie |
| ---- | ----------- | ----------- | ----------- | ---------- | ---------- | ---------- | ------------------------- | ------- | --------- | --------- | ---------- |
| 1950 | 27.443      | 400.000     | 6,9         | 42         | 2          | 40         | 653                       |         |           | 77        | 19         |
| 1969 | 174.581     | 422.574     | 41,3        | 63         | 16         | 47         | 2.771                     |         | 89        | 229       | 28         |
| 1980 | 225.387     | 658.000     | 34,3        | 56         | 20         | 36         | 4.024                     |         | 93        | 288       | 28         |
| 1990 | 367.132     | 771.000     | 47,6        | 81         | 32         | 49         | 4.532                     | 1       | 119       | 352       | 30         |
| 1999 | 518.372     | 2.171.241   | 23,9        | 101        | 53         | 48         | 5.132                     | 1       | 134       | 485       | 32         |
| 2000 | 534.271     | 2.214.666   | 24,1        | 110        | 58         | 52         | 4.857                     | 1       | 141       | 518       | 33         |
| 2001 | 550.324     | 2.258.959   | 24,4        | 102        | 54         | 48         | 5.395                     | 1       | 148       | 518       | 33         |
| 2002 | 555.227     | 2.281.548   | 24,3        | 107        | 60         | 47         | 5.189                     | 1       | 148       | 513       | 33         |
| 2003 | 568.349     | 2.305.373   | 24,7        | 102        | 57         | 45         | 5.572                     | 1       | 155       | 502       | 33         |
| 2004 | 574.032     | 2.309.983   | 24,9        | 105        | 53         | 52         | 5.466                     | 1       | 167       | 527       | 33         |
| 2006 | 588.439     | 2.367.962   | 24,9        | 92         | 53         | 39         | 6.396                     | 1       | 206       | 549       | 33         |
| 2013 | 650.461     | 2.524.245   | 25,8        | 102        | 69         | 33         | 6.377                     | 1       | 262       | 636       | 37         |
| 2016 | 683.248     | 2.547.022   | 26,8        | 97         | 69         | 28         | 7.043                     | 1       | 344       | 626       | 38         |
| 2018 | 695.366     | 2.552.116   | 27,2        | 110        | 72         | 38         | 6.322                     |         | 332       | 667       | 38         |
| 2019 | 711.549     | 2.570.007   | 27,7        | 115        | 86         | 29         | 6.187                     | 1       | 361       | 707       | 39         |
| 2021 | 736.120     | 2.588.022   | 28,4        | 104        | 70         | 34         | 7.078                     | 1       | 409       | 750       | 42         |
| 2023 | 530.094     | 2.172.101   | 24,4        | 99         | 81         | 18         | 5.354                     |         | 173       | 599       | 28         |